# Construct
Construct — десятий студійний альбом шведського гурту Dark Tranquillity, який виконує музику в стилі мелодійний дез-метал. Альбом вийшов 27 березня 2013 року під лейблом Century Media Records. Музичний відеокліп на пісню «Uniformity», зрежисований Патріком Улаюсом, випустили 10 травня 2013 року. Альбом створювали протягом «найтемнішого періоду» в кар'єрі гурту, як його описували самі учасники гурту, і він отримав схвалення від критиків за свою мелодраматичність та похмурість. «Construct» є останнім студійним альбомом гурту, створеним за участі члена-засновника Мартіна Генрікссона — гітариста гурту, — оскільки він покинув його на початку 2016 через втрату пристрасті до створення музики.

## Передумови
Перед записом музики для альбому Construct, басист Данієль Антонссон покинув гурт на дружніх умовах, а його місце на період запису зайняв гітарист Мартін Генрікссон (який початково виконував роль бас-гітариста в Dark Tranquillity, і лише пізніше, починаючи з альбому Projector у 1999, перейшов на ритм-гітару). Мікаель Станне описав Антонссона як «гарного хлопця і прекрасного музиканта», але визнав, що він не перебував «на одній хвилі» з рештою учасників гурту через своє бажання бути «типу лідером гурту. Він хоче бути головним, але в нашому гурті ніхто не може бути головним, оскільки ми — демократичні й близькі один до одного після такої тривалої спільної праці над музикою». Дві пісні, «Sorrow's Architect» та «A Memory Construct» гурт записав під час створення цього альбому, але замість того, щоб включити їх у нього, випустив у рамках лімітованого синглу «A Memory Construct», випущеного на підтримку музичного туру.

## Тексти пісень
Станне повідомив, звідки походять як тематика текстів пісень, так і назва альбому:
«Найбільше мене дратує те, що люди з вузьким світоглядом та упередженнями не хочуть бачити речі такими, якими вони є... Я хотів би, щоб ми були чеснішими із самими собою, бачили речі чіткіше й були раціональнішими... З роками це все більше мене засмучувало і змушувало думати над питанням, що саме мотивує та спонукає нас вірити в ті речі, в які ми віримо. Основною темою [альбому] є фундаментальний конструкт релігії та віри. Назва Construct вжита у найбільш негативному значенні [цього слова]: цей щит, чи виправдання, яке в нас є, щоб робити ті речі, які ми робимо.»
Оригінальний текст (англ.)
["[T]he stuff that angers me the most[, which is] the narrow-mindedness and biased will to not see things as they are...I wish we could be more honest with ourselves and see things more clearly and be more rational...Over the years I've gotten more upset about this and that got me thinking about what motivates and drives us to believe the things we believe. The big theme is the ultimate construct of religion and faith. The title is Construct in a most negative way: this shield or excuse we have to do the things we do."] Помилка: [undefined] Помилка: {{Lang}}: немає тексту (допомога): текст вже має курсивний шрифт (допомога)
В іншому інтерв'ю Станне сказав:
«Я хочу, щоб люди були скептичними і здатними до самостійного мислення. Стадний тип поведінки багатьох мені видається досить-таки тривожним... Мені подобається, коли люди є чистими та безсторонніми, вільними від упереджень, коли стикаються з іншими людьми. Цілковиті невігластво і фанатизм деяких людей мене по-справжньому дратують.»
Оригінальний текст (англ.)
"I want people to be sceptical and be able to think for themselves. The herd type of behaviour of many I find quite disturbing...I like people to be pure and unbiased and free any preconceptions when they encounter other people. The utter ignorance and bigotry of some people really gets to me".
Ніклас Сундін уточнив:
«Наші мізки еволюціювали, аби могти знаходити візерунки та зв'язки там, де їх немає, але, як то кажуть, надзвичайні твердження вимагають надзвичайних доказів. Під час інтерв'ю мені рідко хочеться говорити про речі, які не мають стосунку до музики, але як любитель науки та скептик, я маю скористатися можливістю й порекомендувати кожному уфологові чи теоретикові змови прочитати книгу Карла Сагана "Світ, повний демонів"».
Оригінальний текст (англ.)
["Our brains have evolved to find patterns and connections where there are none, but – as they say – extraordinary claims require extraordinary evidence. I rarely want to talk about non-musical stuff in interviews, but as a science buff and skeptic I have to take the opportunity to recommend every UFO or conspiracy theorist to read Carl Sagan’s The Demon Haunted World".] Помилка: [undefined] Помилка: {{Lang}}: немає тексту (допомога): текст вже має курсивний шрифт (допомога)

## Компонування пісень
Процес створення пісень відхилився від звичного для гурту Dark Tranquillity методу. Генрікссон обмежив свою роль у компонуванні пісень, тоді як клавішник Мартін Брендстрем, гітарист Ніклас Сундін та барабанщик Андерс Їварп утворили єдину команду, яка спільно працювала над аранжуванням композицій. Станне так прокоментував цей метод:
«Це цілковито відрізнялося від того, що ми зазвичай робимо... У першу чергу це був експеримент, але потім це перетворилося на цю по-справжньому креативну річ. Всі ми почувалися по-справжньому піднесено. Ми могли спілкуватись і бути більш об'єктивними стосовно пісень і того, яким має бути наш альбом. Це давало таке відчуття розкутості! Зрештою, ми могли творити музику й не надто сперечатись стосовно неї. Це був дуже позитивний досвід.»
Оригінальний текст (англ.)
[[It] was totally different from what we normally do...It was an experiment at first, but then it turned into this really creative thing. We were all really excited. We could talk and be more objective about the songs and what they needed and what the album should be like. It was so liberating. Finally, we could make music and not argue about it too much. It was a very positive experience.] Помилка: [undefined] Помилка: {{Lang}}: немає тексту (допомога): текст вже має курсивний шрифт (допомога)
Станне пояснив різку зміну напрямку цього альбому (якщо порівнювати з попереднім) вовтузінням гурту з «авторським блоком» (йдеться про тексти пісень), а також альтернативною конфігурацією команди при компонуванні пісень, яка, зрештою, дала гуртові змогу створити новий альбом:
«Матеріал, який ми мали, був доволі емоційним. Ми написали його в той період, коли в нас були проблеми... Більшість цього матеріалу була емоційною, сумною й важкою. Саме таким став і альбом. Все те, що ми написали протягом нашого найпохмурішого періоду, ми об'єднали в найбільш креативний спосіб, який нам удався за багато років.»
Оригінальний текст (англ.)
"The material we had was pretty emotional. It was written during this period where we were struggling...Most of the material was emotional and sad and heavy. That's what the album became. The stuff we wrote during our darkest period was put together in the most creative way we had done in many years."
Їхній попередній альбом, We Are the Void, не отримав таких позитивних відгуків як ті, що йому передували, і група зазнавала труднощів зі створенням нового альбому, серед яких були й внутрішні суперечки.
Щодо стилю альбому гурт дав такий коментар:
«Все ще зберігаючи непомильні ознаки Dark Tranquillity, цей запис, мабуть, є нашою найбільш відмінною та розмаїтою пропозицією з часів альбому Projector 1999 року.»
Оригінальний текст (англ.)
["While still bearing the unmistakable mark of the Dark Tranquillity, the record is probably our most different and diverse offering since 1999's Projector".] Помилка: [undefined] Помилка: {{Lang}}: немає тексту (допомога): текст вже має курсивний шрифт (допомога)
Мікаель Станне описав альбом як «орієнтований на мелодію», а також такий, що є «реакцією» на останню працю гурту.
Чад Бовар із About.com відзначив «похмурість та смуток у композиції багатьох пісень», що він списав на колективний підхід до написання пісень. Однак Сундін в інтерв'ю зазначив:
«Найімовірніше, що наступні 500 років будуть сумішшю великих трагедій та страждання, і водночас значного прогресу й розвитку, так само як і попередні 500 років були. Але в текстах пісень жанру металу часто йдеться про крайнощі. Ви ж не співаєте про свій незначний скептицизм стосовно певної кількості людей, які поводяться у дещо неприємний спосіб, і що вам хотілося б, щоб вони зробили таку ласку й поміркували над зміною своєї поведінки. Ви співаєте про [бажання] вкинути все людство в море вогню й сірки й реготати при цьому.»
Оригінальний текст (англ.)
"Most likely, the upcoming 500 years will be a patchwork of great tragedy and suffering as well as major advance and improvement, just like the past 500 years have been. But metal lyrics are often about polarizing. You don't sing about being mildly sceptical of a certain amount of people behaving in a slightly disagreeable way and that you would prefer if they please could consider changing their behaviour. You sing about throwing the whole of humanity in a sea of fire and brimstone and laughing while doing it".

## Сприйняття
Описуючи гурт як «легендарний», Чад Бовар із About.com зауважив, що «не дивно, що Dark Tranquillity своїм альбомом Construct представив якісно іншу музику. Це — один з їхніх найбільш креативних та розмаїтих випусків за доволі значну кількість років.» Джеймс Крістофер Монґер з Allmusic зазначив, що альбом применшив інтенсивність на користь підходу, який «зберігає прохолодну елегантність найкращої праці гурту, в той же час відгукуючись більш каральними аспектами, результатом чого є експансивний, втомлений від світу й обвіяний вітром рик».
Кайл Ворд зі Sputnikmusic порівняв Construct із альбомом Projector (1999) цього ж гурту через характер експериментування з музикою, і похвалив атмосферу альбому, назвавши його таким, що «є найбільш відчутним на дотик та їдким зі всієї дискографії гурту, значною мірою через зосередження на похмурих, мелодраматичних тонах музики синтезаторів, та легких, виразних мелодіях, що формують музику соло-гітари».
15 червня 2013 року альбом потрапив до американського чарту Billboard 200, посівши 171 позицію.

## Список композицій
| Стандартна версія | Стандартна версія        | Стандартна версія |
| #                 | Назва                    | Тривалість        |
| ----------------- | ------------------------ | ----------------- |
| 1.                | «For Broken Words»       | 4:34              |
| 2.                | «The Science of Noise»   | 3:45              |
| 3.                | «Uniformity»             | 5:30              |
| 4.                | «The Silence in Between» | 3:32              |
| 5.                | «Apathetic»              | 3:29              |
| 6.                | «What Only You Know»     | 4:01              |
| 7.                | «Endtime Hearts»         | 3:58              |
| 8.                | «State of Trust»         | 4:06              |
| 9.                | «Weight of the End»      | 4:55              |
| 10.               | «None Becoming»          | 4:31              |
| 42:21             |                          |                   |

| Бонус-треки до лімітованого видання та видання у США | Бонус-треки до лімітованого видання та видання у США | Бонус-треки до лімітованого видання та видання у США | Бонус-треки до лімітованого видання та видання у США |
| #                                                    | Назва                                                | Автор музики                                         | Тривалість                                           |
| ---------------------------------------------------- | ---------------------------------------------------- | ---------------------------------------------------- | ---------------------------------------------------- |
| 11.                                                  | «Immemorial»                                         | Їварп, Брендстрем, Сундін                            | 5:04                                                 |
| 12.                                                  | «Photon Dreams» (Інструментальна)                    | Брендстрем, Sundin                                   | 2:03                                                 |
| 49:28                                                |                                                      |                                                      |                                                      |

| Бонус-треки до японського видання | Бонус-треки до японського видання | Бонус-треки до японського видання                                   | Бонус-треки до японського видання |
| #                                 | Назва                             | Примітки                                                            | Тривалість                        |
| --------------------------------- | --------------------------------- | ------------------------------------------------------------------- | --------------------------------- |
| 11.                               | «Immemorial»                      |                                                                     | 5:04                              |
| 12.                               | «Photon Dreams»                   | Інструментальна                                                     | 2:03                              |
| 13.                               | «To Where Fires Cannot Feed»      | З перевидання альбому We Are the Void                               | 3:52                              |
| 14.                               | «The Bow and the Arrow»           | З перевидання альбому We Are the Void                               | 3:55                              |
| 15.                               | «Zero Distance»                   | З перевидання альбому We Are the Void та міні-альбому Zero Distance | 4:30                              |
| 16.                               | «Zero Distance *»                 | Радіо-версія оригінальної композиції                                | 4:02                              |
| 63:07                             |                                   |                                                                     |                                   |

| Бонусний диск до подарункового видання | Бонусний диск до подарункового видання                          | Бонусний диск до подарункового видання |
| #                                      | Назва                                                           | Тривалість                             |
| -------------------------------------- | --------------------------------------------------------------- | -------------------------------------- |
| 1.                                     | «The Treason Wall» (Концерт у Мілані, 2008)                     | 3:53                                   |
| 2.                                     | «The New Build» (Концерт у Мілані, 2008)                        | 4:28                                   |
| 3.                                     | «Focus Shift» (Концерт у Мілані, 2008)                          | 3:59                                   |
| 4.                                     | «The Lesser Faith» (Концерт у Мілані, 2008)                     | 4:48                                   |
| 5.                                     | «The Wonders at Your Feet» (Концерт у Мілані, 2008)             | 4:25                                   |
| 6.                                     | «Lost to Apathy» (Концерт у Мілані, 2008)                       | 4:54                                   |
| 7.                                     | «Misery's Crown» (Концерт у Мілані, 2008)                       | 4:34                                   |
| 8.                                     | «ThereIn» (Концерт у Мілані, 2008)                              | 6:23                                   |
| 9.                                     | «My Negation» (Концерт у Мілані, 2008)                          | 6:08                                   |
| 10.                                    | «The Mundane and the Magic» (Концерт у Мілані, 2008)            | 5:53                                   |
| 11.                                    | «Final Resistance» (Концерт у Мілані, 2008)                     | 3:49                                   |
| 12.                                    | «Terminus (Where Death Is Most Alive)» (Концерт у Мілані, 2008) | 6:05                                   |
| 13.                                    | «Dream Oblivion» (Концерт на With Full Force, 2010)             | 4:17                                   |
| 14.                                    | «Iridium» (Концерт на Summerbreeze, 2010)                       | 5:19                                   |
| 65:57                                  |                                                                 |                                        |

## Учасники
| - Мікаель Станне — вокал; тексти пісень - Ніклас Сундін — соло-гітара; обкладинки альбому - Мартін Генрікссон — ритм-гітара; бас-гітара - Мартін Брендстрем — клавішні - Андерс Їварп — ударні | - Єнс Боґрен — мікшування |